# Antonio Ortuño
Antonio Ortuño (Guadalajara, 1976) è uno scrittore e giornalista messicano.

## Biografia
Antonio Ortuño nasce a Guadalajara, nello stato messicano di Jalisco, nel 1976 da immigrati spagnoli.
Dopo aver abbandonato gli studi, lavora come animatore, insegnante privato e giornalista dal 1999.
Esordisce nella narrativa nel 2006 con El buscador de cabezas al quale sono seguiti altri 5 romanzi (tra cui Risorse umane, finalista al Premio Herralde 2007) e 4 raccolte di racconti delle quali l'ultima, La vaga ambición, ha vinto il Premio di Narrativa Breve Ribera del Duero.

## Opere

### Romanzi
- El buscador de cabezas (2006)
- Risorse umane (Recursos humanos) (2007), Vicenza, Neri Pozza, 2008 ISBN 978-88-545-0297-0
- Ánima (2011)
- La fila indiana (La fila india) (2013), Roma, SUR, 2017 ISBN 978-88-6998-086-2
- Méjico (2015)
- El rastro (2016)

### Racconti
- El jardín japonés (2006)
- La Señora Rojo (2010)
- Agua corriente (2015)
- La vaga ambición (2017)